# Ovčárna
Ovčárna (również Volareza – Hotel Ovčárna pod Pradědem; historyczna nazwa niem. Schäferei) – całoroczny hotel górski (dawniej schronisko turystyczne) w paśmie górskim Wysokiego Jesionika (cz. Hrubý Jeseník) w północno-wschodnich Czechach, w Sudetach Wschodnich, w obrębie gminy Malá Morávka, położony na wysokości 1300 m n.p.m., na stoku góry Petrovy kameny, w odległości około 1,5 km na południowy wschód od szczytu góry Pradziad (cz. Praděd).

## Historia hotelu

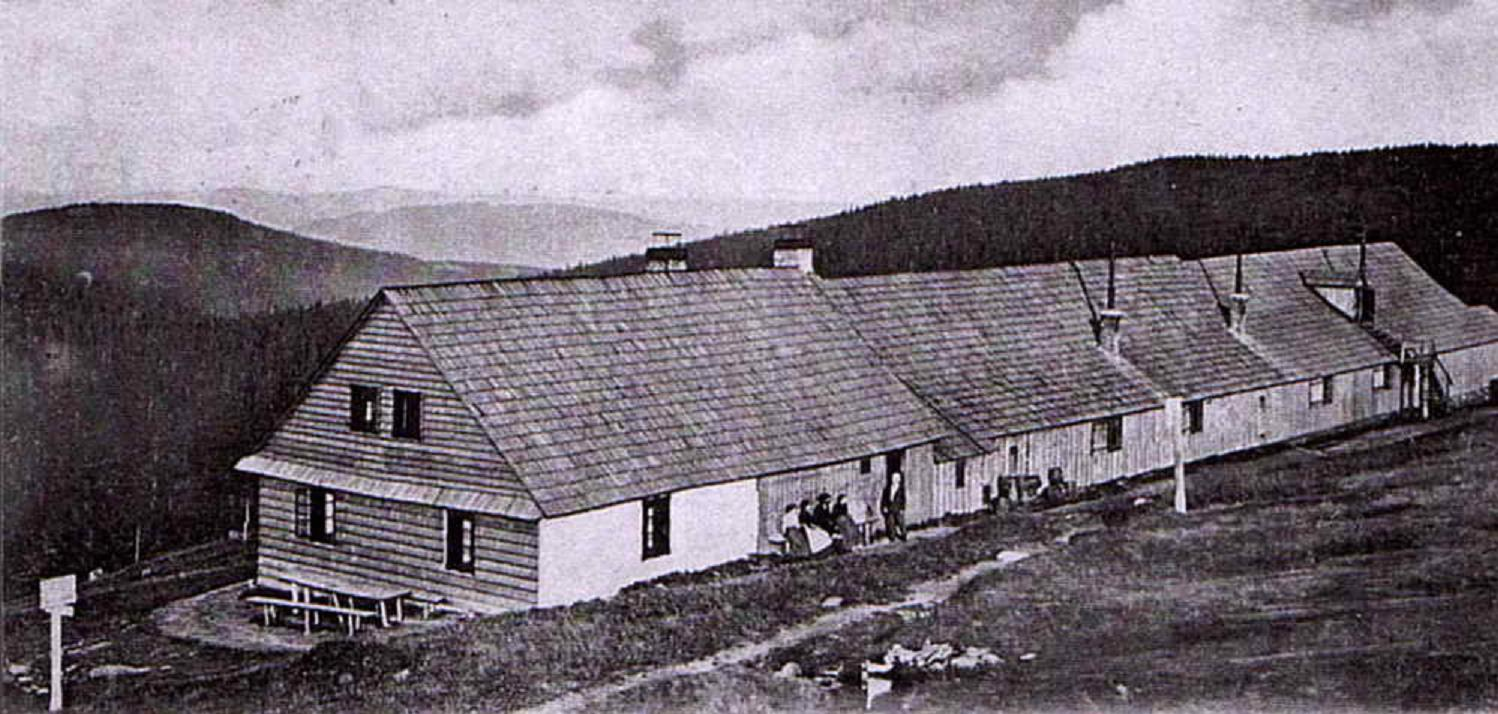
Historyczna chata Schäferei (1903 rok)

Historia hotelu Ovčárna związana jest z historią terenów wokół góry Pradziad, gdzie obszarami tymi zainteresowali się początkowo pasterze. Ovčárna została wybudowana w 1863 roku w miejscu szałasu pasterskiego, jako jeden z najstarszych obiektów tego typu w Wysokim Jesioniku. W przeszłości (XVIII wiek) tereny te powyżej wysokości 1205 m n.p.m. były pokryte trawą wysokogórską, stwarzając dogodne warunki do wypasu bydła, a później owiec. Dopiero w XIX wieku zainteresowanie tymi terenami turystów, spowodowało wyparcie pasterzy, kosztem przeznaczenia tych terenów do budowy projektowanych obiektów turystycznych, początkowo schronisk. Ovčárna znajdowała się na terenie dóbr zakonu krzyżackiego i na początku służyła celom hodowlanym, ale z racji dogodnego położenia często przybywali tam turyści. W 1888 roku wielki mistrz zakonu Wilhelm Habsburg poprosił zarząd główny organizacji turystycznej o nazwie Morawsko-Śląskie Sudeckie Towarzystwo Górskie (niem. Mährisch-Schlesischer Sudetengebirgsverein (MSSGV)) o udostępnienie planów istniejącego schroniska turystycznego chata Jiřího na Šeráku, w związku z planowaną rozbudową Ovčárni dla celów turystycznych. Organizacja zgodziła się i w 1889 roku obiekt rozbudowano, podobnie jak pobliską miejscowość Karlova Studánka. Organizacja MSSGV chciała schronisko wydzierżawić, gdyż prowadzące go małżeństwo Karl i Rosalie Grohal początkowo niezbyt przychylnie traktowało przybyłych turystów, jednak zakon krzyżacki nie zgodził się na to. Dom, który oni obsługiwali służył leśnikom, turystom oraz m.in. botanikom, jak prof. Friedrich Kolenati, który prowadził na stoku góry Petrovy kameny swoje badania. W 1902 roku według projektu Drechslera została wytyczona i zbudowana droga z miejscowości Karlova Studánka (z przełęczy Hvězda). W 1908 roku sekcja ołomuniecka organizacji MSSGV założyła obok schroniska ogród botaniczny (niem. Sudetengarten).
Po śmierci 13 sierpnia 1909 roku Rosalii Grohal, nowym dzierżawcą został Adolf Bradel, który postanowił, że obiekt będzie otwarty przez cały rok (dotychczas działał tylko w miesiącach letnich), jednak 22 grudnia 1910 roku Ovčárnię strawił pożar, a Bradel zginął w jego płomieniach. Wkrótce po pożarze wybudowano piętrowy drewniany dom, który stopniowo się powiększał. Żona zmarłego Bradela – Aloisa w 1912 roku zajęła się sprzedażą biletów na wieżę Pradziada. Napływ turystów zainteresowanych pobytem wokół góry Pradziad i jej wieży widokowej spowodował, że mały dom zaczął być za mały, by pomieścić zainteresowanych, koniecznością więc stała się jego przebudowa. W 1911 roku, w miejscu spalonego schroniska wzniesiono prowizoryczną budowlę oferującą posiłki oraz kilka miejsc noclegowych. Wewnątrz znajdował się także telefon. Nowy budynek schroniska wybudowano dopiero w 1922 roku – były w nim trzy sale restauracyjne i dwie noclegowe na 100 miejsc. Schronisko nadal było w rękach zakonu krzyżackiego (do 1945 roku), a działania organizacji MSSGV w celu rozbudowy obiektu zakończyły się niepowodzeniem (choć od 1931 roku członkowie towarzystwa mieli 10% zniżki na noclegi, co wiąże się z faktem, że dzierżawca Ovčárni był jednocześnie najemcą wieży widokowej na górze Pradziad). Na początku lat trzydziestych XX wieku budynek został całkowicie przebudowany na hotel górski z restauracją oraz pokojami gościnnymi. Po zakończeniu II wojny światowej w 1945 roku obiekt znacjonalizowano. Początkowo dostało go przedsiębiorstwo Lasy Państwowe, a w 1949 roku armia czechosłowacka, która wykorzystywała go jako swój obiekt wypoczynkowy. W latach 50. XX wieku Ovčárnię rozbudowano i przebudowano. Większą – ogólną rekonstrukcję przeprowadzono w 1985 roku. 29 lipca 1991 roku hotel został przeznaczony po remoncie dla wszystkich zainteresowanych.

## Charakterystyka

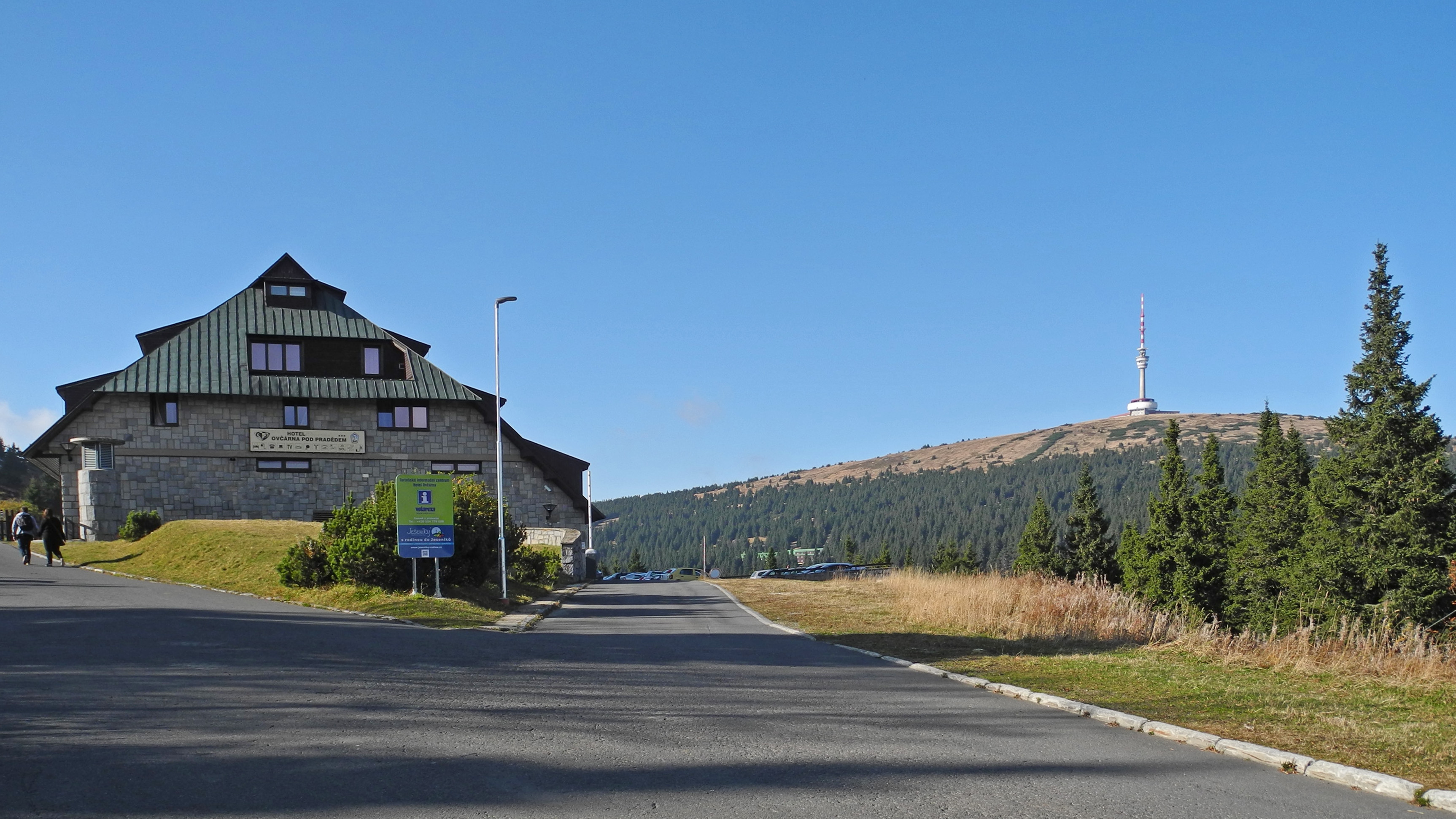
Widok sprzed hotelu Ovčárna w kierunku góry Pradziad (2017 rok)

Hotel Ovčárna jest nowoczesnym hotelem górskim (***), położonym w centrum pasma Wysokiego Jesionika, który pełni rolę punktu widokowego z dostępem do wielu form wypoczynku i turystyki górskiej. Nowoczesna bryła budynku o ciekawym zadaszeniu, położona jest w najatrakcyjniejszej lokalizacji pasma górskiego Wysokiego Jesionika, przy grzbiecie głównym góry Pradziad, ciągnącym się od przełęczy Červenohorské sedlo do przełęczy Skřítek, w pobliżu najwyższych jego szczytów, z widokiem w kierunku najwyższej góry Pradziad. Hotel jest członkiem i posiada certyfikat Morawsko-Śląskiej Organizacji Ruchu Turystycznego.
Budynek ma rozbudowaną formę architektoniczną, złożoną z obiektu zasadniczego na przybliżonym planie prostokąta w rzucie poziomym o wymiarach około (100 × 25) m oraz przybudówek, przykrytego blachą miedzianą oraz konstrukcją ścian zbudowanych w ramie żelbetowej, izolowanych na bazie polistyrenu, oraz licowanych płytkami granitowymi. W części środkowej od strony północno-wschodniej znajduje się wejście główne oraz recepcja hotelu. Budynek posiada cztery kondygnacje naziemne (parter i trzy piętra), przy czym piętra znajdują się w obszarze ściętego zadaszenia. Bryła budynku została dostosowana do architektury górskiej oraz wkomponowana w taras ziemny na stoku góry Petrovy kameny, na którym umieszczono poza budynkiem również parking. Lokale gastronomiczne są zlokalizowane na parterze (restauracja i kawiarnia).
Hotel znajduje się w enklawie obszaru narodowego rezerwatu przyrody Praděd, powstałego w 1991 roku o powierzchni około 2031 ha, będącego częścią wydzielonego obszaru objętego ochroną o nazwie Obszar Chronionego Krajobrazu Jesioniki (cz. Chráněná krajinná oblast (CHKO) Jeseníky), jest zatem punktem wypadowym dla miłośników przyrody i górskiej turystyki pieszej. W budynku niedaleko hotelu znajduje się stacja Pogotowia Górskiego. Do hotelu prowadzi asfaltowa droga biegnąca na trasie przełęcz Hvězda – Pradziad. Z uwagi na małą szerokość tej drogi, obowiązuje na odcinku przełęcz Hvězda – Ovčárna ruch wahadłowy, kierowany podnoszonym szlabanem i sygnalizacją świetlną. Niedaleko hotelu zlokalizowano przystanek autobusowy z połączeniem do miejscowości Karlova Studánka i Malá Morávka.

## Wyposażenie hotelu
- 125 miejsc (21 pokoi 2-osobowych, 20 pokoi 3-osobowych, 2 pokoje 4-osobowe, 3 pokoje 1-osobowe). Ponadto apartamenty (1 apartament 4-łóżkowy, 4 apartamenty 2-pokojowe)[3][6][13]. W pokojach i apartamentach (łazienka z prysznicem, telewizor (telewizja satelitarna, internet), telefon i lodówka)[3][6][13].
- Restauracja dla 90 gości (otwarta 10:30–22:30)[6][10]
- Kawiarnia dla 70 gości[6]
- Centrum odnowy biologicznej[13][14]:
  - Sauna
  - Whirlpool
  - Basen z przeciwprądem o wymiarach: szerokość × długość × głębokość = (2,7 × 7,8 × 1,5) m
  - Basen o wymiarach: szerokość × długość × głębokość = (2,7 × 2,3 × 1,4) m
  - Sala masaży (masaż klasyczny, masaż kolby, indyjski masaż głowy, masaż z kamieniami, ławka masażu – tapicerowana kanapa „Lymfodrain”)
  - Solarium
  - Sucha kąpiel węglanowa
  - Fitness (spinning, cross-country symulator, orbitrek)
- wypożyczalnia sprzętu sportowego, bilard[7], tenis stołowy, wypożyczalnia rowerów i nart[8][14]

## Turystyka
Zainteresowani pobytem w hotelu powinni się kierować drogami w kierunku:
- Jesionik (cz. Jeseník) – Karlova Studánka – przełęcz Hvězda lub
- Głubczyce – Bruntál – Karlova Studánka – przełęcz Hvězda

Droga z przełęczy Hvězda o nazwie Ovčárenská silnice to jedyne połączenie drogowe z hotelem. Możliwość parkingu w trzech miejscach: przed hotelem, w Ovčárni i na przełęczy Hvězda. Ovčárna leży w rejonie bardzo popularnym wśród turystów. Kluczowym punktem turystycznym jest zlokalizowane przy hotelu skrzyżowanie turystyczne o nazwie Ovčárna (chata, bus), z podaną na tablicy informacyjnej wysokością 1302 m, z którego rozchodzą się wszystkie szlaki turystyczne, szlak rowerowy, ścieżki dydaktyczne i trasa narciarstwa biegowego.

### Szlaki turystyczne
Klub Czeskich Turystów (cz. Klub Českých Turistů) wytyczył w obrębie hotelu cztery szlaki turystyczne na trasach:
 Červenohorské sedlo – góra Velký Klínovec – przełęcz Hřebenová – szczyt Výrovka – przełęcz Sedlo pod Malým Jezerníkem – szczyt Malý Jezerník – góra Velký Jezerník – przełęcz Sedlo Velký Jezerník – schronisko Švýcárna – góra Pradziad – przełęcz U Barborky – góra Petrovy kameny – Ovčárna – przełęcz Sedlo u Petrových kamenů – góra Vysoká hole – szczyt Vysoká hole–JZ – szczyt Kamzičník – góra Velký Máj – przełęcz Sedlo nad Malým kotlem – góra Jelení hřbet – Jelení studánka – przełęcz Sedlo pod Jelení studánkou – góra Jelenka – góra Ostružná – Rýmařov
 Karlova Studánka – dolina potoku Biała Opawa – góra Ostrý vrch – schronisko Barborka – przełęcz U Barborky – góra Petrovy kameny – Ovčárna – góra Vysoká hole – Velká kotlina – Malá Morávka
 Kouty nad Desnou – góra Hřbety – góra Nad Petrovkou – Kamzík – góra Velký Jezerník – przełęcz Sedlo Velký Jezerník – schronisko Švýcárna – góra Pradziad – góra Petrovy kameny – Ovčárna – Karlova Studánka
 Karlova Studánka – dolina potoku Biała Opawa – góra Ostrý vrch – wodospady Białej Opawy – góra Petrovy kameny – Ovčárna – góra Vysoká hole – góra Temná – góra Kopřivná – Karlov pod Pradědem – Malá Morávka

### Szlaki rowerowe
Blisko hotelu wyznaczono szlak rowerowy na trasie:
 Červenohorské sedlo – góra Velký Klínovec – góra Výrovka – Kamzík – góra Velký Jezerník – przełęcz Sedlo Velký Jezerník – schronisko Švýcárna – góra Pradziad – przełęcz U Barborky – góra Petrovy kameny – Ovčárna – przełęcz Hvězda
 podjazd Przełęcz Hvězda – Pradziad: (długość: 9,1 km, różnica wysokości: 632 m, średnie nachylenie podjazdu: 6,9%)

### Ścieżki dydaktyczne
Wzdłuż grzbietu głównego góry Pradziad w 2009 roku wyznaczono ścieżkę dydaktyczną o nazwie (cz. Naučná stezka Po hřebenech – světem horských luk) o długości 12 km na odcinku:
 Ovčárna – Skřítek (z 12 stanowiskami obserwacyjnymi na trasie)
Ponadto blisko hotelu przebiega inna ścieżka dydaktyczna (cz. NS Se skřítkem okolím Pradědu) o długości 3,7 km na trasie:
 góra Malý Děd – schronisko Švýcárna – szczyt Pradziad – góra Petrovy kameny (z 8 stanowiskami obserwacyjnymi)

### Trasy narciarskie
W okresach ośnieżenia istnieje możliwość skorzystania z tras narciarskich. Przy hotelu wytyczono trasę narciarstwa biegowego o nazwie tzw. (cz. Jesenická magistrála). 
Na stokach pobliskich gór zlokalizowano następujące trasy narciarstwa zjazdowego:
| Trasy narciarstwa zjazdowego z wyciągami ośrodka narciarskiego Sport centrum Figura Praděd – Ovčárna |                    |                 |                     |                |                   |                |
| Lp.                                                                                                  | Trasa i oznaczenie | Długość trasy m | Różnica wysokości m | Rodzaj wyciągu | Długość wyciągu m | Stok góry      |
| 1 | 1                  | 760             | 143                 | orczykowy      | 540               | Vysoká hole    |
| 2 | 2                  | 610             | 143                 | orczykowy      | 540               | Vysoká hole    |
| 3 | 3                  | 600             | 125                 | orczykowy      | 590               | Vysoká hole    |
| 4 | 4                  | 600             | 125                 | orczykowy      | 590               | Vysoká hole    |
| 5 | 5                  | 280             | 85                  | orczykowy      | 260               | Petrovy kameny |
| 6 | 6                  | 780             | 173                 | orczykowy      | 650               | Petrovy kameny |
| 7 | Malý Václavák 8    | 150             | 26                  | orczykowy      | 130               | Petrovy kameny |
| 8 | Velký Václavák 7   | 500             | 95                  | orczykowy      | 470               | Pradziad       |